# カッシーネ
カッシーネ（伊: Cassine）は、イタリア共和国ピエモンテ州アレッサンドリア県にある、人口約2,900人の基礎自治体（コムーネ）。

## 地理

### 位置・広がり
| 隣接するコムーネは以下の通り。括弧内のATはアスティ県所属を示す。 - アーリチェ・ベル・コッレ - カステルヌオーヴォ・ボルミダ - ガマレーロ - マランツァーナ (AT) - モンバルッツォ (AT) - リカルドーネ - リヴァルタ・ボルミダ - セッツァーディオ - ストレーヴィ |

### 地震分類
イタリアの地震リスク階級 (it) では、3 に分類される
。

## 行政

### 分離集落
カッシーネには、以下の分離集落（フラツィオーネ）がある。
- Caranzano, Gavonata, Sant'Andrea